# Józef Horabik
Józef Horabik (ur. 27 lutego 1953 w Skarżysku-Kamiennej) – polski profesor doktor habilitowany nauk rolniczych, fizyk, dyrektor Instytutu Agrofizyki im. Bohdana Dobrzańskiego PAN w Lublinie. Zajmuje się właściwościami mechanicznymi materiałów sypkich. Jest autorem wielu publikacji naukowych.

## Życiorys
W latach 1977–1985 był asystentem Instytutu Agrofizyki PAN. W roku 1978 uzyskał stopień naukowy magistra fizyki, w 1985 – doktora nauk technicznych. Uzyskał habilitację w 1994 roku, w 2003 tytuł profesora nauk rolniczych.
Odbył staże zagraniczne na Uniwersytecie Tokijskim (1981), w Instytucie Mechanizacji Rolnictwa CNR w Turynie (1985), na Uniwersytecie Kentucky (1986 oraz w ramach Stypendium Fulbrighta w 1990, 1991 i 1992).
Jest członkiem Amerykańskiego Towarzystwa Inżynierów Rolnictwa, Europejskiej Federacji Inżynierii Chemicznej – Grupy Roboczej Mechaniki Materiałów Sypkich, Polskiego Towarzystwa Agrofizycznego, Polskiego Towarzystwa Inżynierii Rolniczej, Komitetu Agrofizyki PAN oraz Lubelskiego Towarzystwa Naukowego. Zasiada także w Komisji Fizyki Stosowanej i Techniki Oddziału Lubelskiego PAN.